# Zerei Kbrom Mezngi
Zerei Kbrom Mezngi (* 12. Januar 1986 in Eritrea) ist ein eritreisch-norwegischer Leichtathlet, der sich auf den Langstreckenlauf spezialisiert hat. 2022 wurde er Vizeeuropameister im 10.000-Meter-Lauf.

## Leben
Zerei Kbrom Mezngi stammt aus Eritrea. Insgesamt sieben Jahre verbrachte er dort in einem Militärlager, ehe er 2012 fliehen konnte und seine Heimat in Richtung Norwegen verließ. Seine Mutter lebt nach wie vor in Eritrea. Nach einiger Zeit in Norwegen nahm ihn eine Gastfamilie aus Stavanger auf. 2020 erhielt er die norwegische Staatsbürgerschaft.

## Sportliche Laufbahn
Mezngi bestritt im Jahr 2013 seine ersten Laufwettkämpfe in Europa. Zwei Jahre später bestritt er den Halbmarathon von Oslo, den er auf dem 15. Platz beendete. 2016 gewann er die Bronzemedaille im 10.000-Meter-Lauf bei den norwegischen Meisterschaften. Im September belegte er beim Oslo-Halbmarathon den zweiten Platz. 2017 belegte er den dritten Platz im 3000-Meter-Lauf bei den Bislett Games. Ende August trat er erneut bei den norwegischen Meisterschaften an. Zunächst gewann er Bronze im 5000-Meter-Lauf. Danach konnte er über 10.000 Meter zum ersten Mal einen nationalen Titel gewinnen. In den folgenden Jahren konnte er nur wenige Wettkämpfe bestreiten. 2020 trat er wieder bei den norwegischen Meisterschaften an und gewann über 10.000 Meter seinen zweiten Meistertitel. 2021 belegte Mezngi im 3000-Meter-Lauf den zwölften Platz bei den Bislett Games. Im September belegte er beim Halbmarathon von Kopenhagen mit neuer Bestzeit von 1:00:07 h den fünften Platz. Zum Jahresende trat er in Irland bei den Crosslauf-Europameisterschaften an. Dort war er erstmals für Norwegen startberechtigt bei einem internationalen Meisterrennen. Er belegte im Einzelrennen den 26. Platz. 2022 belegte Mezngi im April den fünften Platz beim Berliner Halbmarathon. Im August trat er in München bei den Europameisterschaften an. Dort ging er über 10.000 Meter an den Start. In dem Rennen verbesserte er seine Bestzeit um fast elf Sekunden auf 27:46,94 min, womit er die Silbermedaille hinter dem Italiener Yemaneberhan Crippa gewann. Damit feierte er seinen bislang größten sportlichen Erfolg. Anfang Dezember lief er in Valencia zum ersten Mal einen Marathon und kam nach 2:07:10 h auf dem 14. Platz ins Ziel. 2023 steigerte er in London seine 10.000-Meter-Bestzeit um mehr als fünf Sekunden auf 27:41,44 h. 2023 trat er in Budapest zum ersten Mal bei den Weltmeisterschaften an. Im 10.000-Meter-Lauf belegte er den 18. Platz. Bei den Olympischen Sommerspielen in Paris trat er im Marathon an. Dort belegte er den 52. Platz.
Mezngi wurde 2017 und in den Jahren 2020 bis 2023 insgesamt fünf Mal norwegischer Meister im 10.000-Meter-Lauf.

## Wichtige Wettbewerbe
| Jahr                 | Veranstaltung                   | Ort                  | Platz                | Disziplin/Rennen     | Zeit                 |
| Startet für Norwegen | Startet für Norwegen            | Startet für Norwegen | Startet für Norwegen | Startet für Norwegen | Startet für Norwegen |
| -------------------- | ------------------------------- | -------------------- | -------------------- | -------------------- | -------------------- |
| 2021                 | Crosslauf-Europameisterschaften | Dublin               | 26.                  | 10 km                | 31:32 min            |
| 2022                 | Europameisterschaften           | München              | 2.                   | 10.000 m             | 27:46,94 min         |
| 2023                 | Weltmeisterschaften             | Budapest             | 18.                  | 10.000 m             | 28:30,76 min         |
| 2024                 | Olympische Sommerspiele         | Paris                | 52.                  | Marathon             | 2:14:14 h            |

## Persönliche Bestleistungen
Freiluft
- 3000 m: 7:47,16 min, 1. Juli 2021, Oslo
- 5000 m: 13:27,31 min, 15. Juni 2023, Oslo
- 10.000 m: 27:41,44 min, 20. Mai 2023, London

Straße
- 10 km: 27:39 min, 3. Oktober 2021, Valencia, (norwegischer Rekord)
- Halbmarathon: 1:00:01 h, 18. September 2022, Kopenhagen
- Marathon: 2:07:10 h, 4. Dezember 2022, Valencia